# Lijst van plaatsen in Zuid-Australië
Dit is een lijst van plaatsen in de Australische deelstaat Zuid-Australië:

## A
- Adelaide
- Agery
- Alawoona
- Alford
- Allendale East
- American River
- Andamooka
- Angaston
- Appila
- Ardrossan
- Armagh
- Arno Bay
- Arthurton
- Auburn
- Avenue Range

## B
- Bagot Well
- Balaklava
- Balgowan
- Balhannah
- Barmera
- Beachport
- Beltana
- Berri
- Bethany
- Binnum
- Birdwood
- Black Hill
- Blanchetown
- Blinman
- Blyth
- Booborowie
- Booleroo Centre
- Bordertown
- Borrika
- Bower
- Bowhill
- Bowmans
- Brentwood
- Brinkworth
- Bruce
- Brukunga
- Buckleboo
- Burra
- Burrungule
- Burton
- Bute
- Butler

## C
- Cadell
- Calca
- Callington
- Caloote
- Caltowie
- Cambrai
- Cape Jervis
- Carpenter Rocks
- Carrickalinga
- Carrieton
- Ceduna
- Charleston
- Cherry Gardens
- Cherryville
- Clare
- Clarendon
- Clayton
- Cleve
- Clinton
- Cobdogla
- Cockaleechie
- Cockatoo Valley
- Cockburn
- Coffin Bay
- Coober Pedy
- Coobowie
- Cook
- Cooke Plains
- Cooltong
- Coomandook
- Coonalpyn
- Coonawarra
- Coorabie
- Copeville
- Copley
- Corny Point
- Coulta
- Cowell
- Cradock
- Crystal Brook
- Cudlee Creek
- Culburra
- Cummins
- Cungena
- Curramulka
- Currency Creek

## D
- Darke Peak
- Dawesley
- Delamere
- Donovans
- Dublin
- Dutton

## E
- Eden Valley
- Edilillie
- Edithburgh
- Elliston
- Encounter Bay
- Ernabella
- Eudunda

## F
- Farrell Flat
- Finniss
- Frances
- Freeling
- Fregon
- Furner

## G
- Galga
- Gawler
- Georgetown
- Geranium
- Giles Corner
- Gladstone
- Glencoe
- Glossop
- Goolwa
- Greenock
- Greenways
- Gulnare
- Gumeracha

## H
- Hahndorf
- Halbury
- Halidon
- Hallett
- Hamilton
- Hamley Bridge
- Hammond
- Harrogate
- Haslam
- Hatherleigh
- Hawker
- Hayborough
- Hilltown
- Hoyleton
- Hynam

## I
- Inman Valley
- Iron Baron
- Iron Knob

## J
- Jabuk
- Jamestown
- Jervois

## K
- Kadina
- Kalangadoo
- Kanmantoo
- Kapunda
- Karkoo
- Karoonda
- Keith
- Kersbrook
- Keyneton
- Ki Ki
- Kielpa
- Kimba
- Kingoonya
- Kingscote
- Kingston SE
- Kingston-On-Murray
- Kongorong
- Koolunga
- Korunye
- Kyancutta
- Kybybolite

## L
- Lake View
- Lameroo
- Langhorne Creek
- Laura
- Leigh Creek
- Lenswood
- Lewiston
- Linwood
- Lipson
- Littlehampton
- Lobethal
- Lochiel
- Lock
- Louth Bay
- Loveday
- Lowbank
- Lower Light
- Loxton
- Loxton North
- Lucindale
- Lyndhurst
- Lyndoch
- Lyrup

## M
- Maitland
- Mallala
- Mambray Creek
- Manna Hill
- Mannum
- Manoora
- Mantung
- Marama
- Marananga
- Marion Bay
- Marla
- Marrabel
- Marree
- Mccracken
- Meadows
- Melrose
- Meningie
- Mercunda
- Merriton
- Middle Beach
- Middleton
- Mil Lel
- Milang
- Millicent
- Mindarie
- Minlaton
- Minnipa
- Mintabie
- Mintaro
- Moculta
- Monarto South
- Monash
- Moonta
- Moorak
- Moorlands
- Moorook
- Morchard
- Morgan
- Mount Barker
- Mount Bryan
- Mount Burr
- Mount Compass
- Mount Gambier
- Mount Gambier East
- Mount Gambier West
- Mount Pleasant
- Mount Torrens
- Mundoora
- Murdinga
- Murray Bridge
- Murray Bridge East
- Murray Bridge South
- Murray Town
- Mypolonga
- Myponga

## N
- Nackara
- Nain
- Nairne
- Nangwarry
- Nantawarra
- Naracoorte
- Narrung
- New Well
- Nildottie
- Nonning
- Normanville
- Nuriootpa

## O
- O B Flat
- Oakbank
- Olary
- Olympic Dam
- Oodnadatta
- Orroroo
- Owen

## P
- Padthaway
- Palmer
- Parachilna
- Paratoo
- Parilla
- Paringa
- Parndana
- Parrakie
- Paruna
- Paskeville
- Peake
- Peebinga
- Penneshaw
- Penola
- Penong
- Penwortham
- Perlubie Landing
- Perponda
- Peterborough
- Pine Point
- Pinkerton Plains
- Pinnaroo
- Point Mcleay
- Point Pearce
- Point Turton
- Poochera
- Port Augusta
- Port Augusta North
- Port Augusta West
- Port Broughton
- Port Clinton
- Port Elliot
- Port Flinders
- Port Gawler
- Port Germein
- Port Hughes
- Port Kenny
- Port Lincoln
- Port MacDonnell
- Port Neill
- Port Pirie
- Port Pirie South
- Port Pirie West
- Port Victoria
- Port Vincent
- Port Wakefield
- Price
- Punyelroo

## Q
- Quorn
- Qualco

## R
- Ramco
- Rapid Bay
- Raukkan
- Redhill
- Reeves Plains
- Regency Park
- Rendelsham
- Renmark
- Renmark South
- Risdon Park
- Risdon Park South
- Riverton
- Robe
- Robertstown
- Roseworthy
- Rowland Flat
- Roxby Downs
- Rudall

## S
- Saddleworth
- Sandalwood
- Sanderston
- Sandy Creek
- Second Valley
- Sedan
- Seppeltsfield
- Shea-Oak Log
- Sherlock
- Smoky Bay
- Snowtown
- Solomontown
- South Kilkerran
- Southend
- Spalding
- Springton
- Stansbury
- Stenhouse Bay
- Stirling North
- Stockport
- Stockwell
- Stone Well
- Strathalbyn
- Streaky Bay
- Sutherlands
- Swan Reach

## T
- Tailem Bend
- Taldra
- Tantanoola
- Tanunda
- Taplan
- Tarcoola
- Tarcowie
- Tarlee
- Tarpeena
- Templers
- Terowie
- Thevenard
- Tintinara
- Totness
- Trihi
- Truro
- Tumby Bay
- Tungkillo
- Two Wells

## U
- Ungarra

## V
- Veitch
- Venus Bay
- Verdun
- Victor Harbor

## W
- Waikerie
- Wallaroo
- Wanbi
- Wangary
- Wanilla
- Warnertown
- Warooka
- Warrachie
- Warramboo
- Warrow
- Wasleys
- Watervale
- Weetulta
- Wellington
- Wharminda
- Whyalla
- Whyalla Jenkins
- Whyalla Norrie
- Whyalla Norrie East
- Whyalla Norrie North
- Whyalla Playford
- Whyalla Stuart
- Whyte Yarcowie
- Williamstown
- Wilmington
- Windsor
- Winkie
- Wirrabara
- Wirrulla
- Wistow
- Wolseley
- Woodside
- Wool Bay
- Woomera
- Wudinna
- Wynarka

## Y
- Yacka
- Yahl
- Yalata
- Yaninee
- Yankalilla
- Yeelanna
- Yongala
- Yorketown
- Yumali
- Yunta